# Bill Stegmeyer
Bill Stegmeyer (8 oktober 1916 - 19 augustus 1968) was en Amerikaanse jazz-klarinettist en -arrangeur. 
Stegmeyer studeerde aan Transylvania College en speelde daarna bij Austin Wylie ( 1937), Glenn Miller (1938) en Bob Crosby (1939-1940). In de jaren veertig arrangeerde hij voor en speelde hij meestal klarinet bij Bily Butterfield, Yank Lawson, Bobby Hackett, Will Bradley en Billie Holiday (1945-1947). Daarna schreef hij arrangementen voor een radiostation (1948-1950), het televisieprogramma Your Hit Parade (1958-1960) en voor CBS-radio. Daarnaast bleef hij jazz spelen: in de jaren vijftig werkte hij veel met Lawson en Bob Haggart.
Stregmeyer heeft slechts vijf songs opgenomen voor Signature Records (1945) en enkele V-Discs.